# Fly by Night (låt)
Fly by Night är en låt av Rush. Den släpptes som singel och återfinns på albumet Fly by Night, utgivet den 15 februari 1975. Musiken komponerades av basisten Geddy Lee och texten skrevs av trummisen Neil Peart. 
Rush spelade låten totalt 228 gånger live.

## Medverkande
- Alex Lifeson – elgitarr, akustisk gitarr
- Neil Peart – trummor
- Geddy Lee – elbas, sång